# Willem Beukelszoon
Willem Beukelszoon nebo také Willem Beuckel († asi 1397) byl nizozemský rybář. O jeho životě se ví málo; zachoval se pouze záznam, podle něhož zastával funkci schepena (radního) v zeelandském městě Biervliet. Okolo roku 1380 přišel na novátorský způsob konzervace sleďů: na jaře ulovené ryby se částečně vykuchají a nechají vykrvácet, avšak ponechá se v nich slinivka, a poté se naloží do solného roztoku, v němž změknou kosti. Enzymy obsažené ve slinivce dodají rybě během zrání specifickou příchuť, zároveň stačí k jejímu uchování menší množství soli a maso je proto jemnější. Tato specialita nazývaná Hollandse nieuwe se stala vyhledávaným pokrmem v postním období a její export vedl na přelomu středověku a novověku k rychlému rozvoji nizozemské ekonomiky. I císař Karel V. se proto v roce 1556 poklonil Beukelszoonovu hrobu a v Biervlietu byl roku 1958 odhalen jeho pomník. V televizní soutěži Největší Nizozemec, uspořádané v roce 2005, obsadil Beukelszoon 157. místo. Poangličtěním Beuckelszoonova jména vznikl anglický výraz „pickles“, označující různé nakládané potraviny.